# Cratere Accolon
Accolon è un cratere sulla superficie di Mimas.